# ビエーノ
ビエーノ（イタリア語: Bieno）は、イタリア共和国トレンティーノ＝アルト・アディジェ州トレント自治県にある、人口約400人の基礎自治体（コムーネ）。

## 地理

### 位置・広がり
トレント自治県南東部に位置するコムーネ。ボルゴ・ヴァルスガーナから東北東へ8km、県都トレントから東へ33kmの距離にある。

#### 隣接コムーネ
隣接するコムーネは以下の通り。
- カステル・イヴァーノ (ストリーニョ)
- ピエーヴェ・テジーノ
- スクレッレ

## 行政

### Comunita di valle
トレント自治県が設置した広域行政組織 Comunita di valle 「ヴァルスガーナ・エ・テジーノ」 (it:Comunita Valsugana e Tesino) （事務所所在地: ボルゴ・ヴァルスガーナ）に属する。